# Johnny Garrett

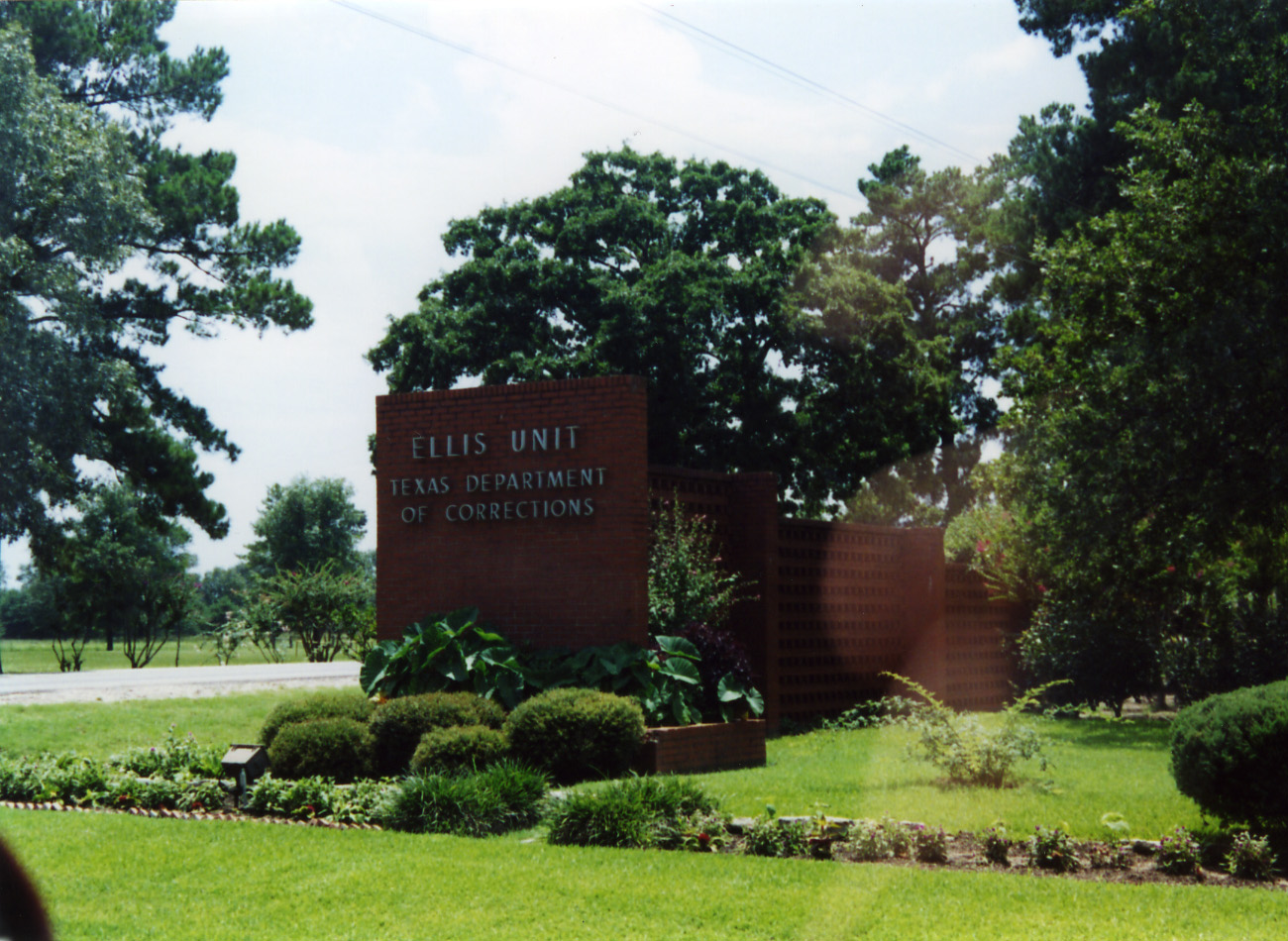
Unidad Ellis, donde Garrett estuvo detenido en el corredor de la muerte

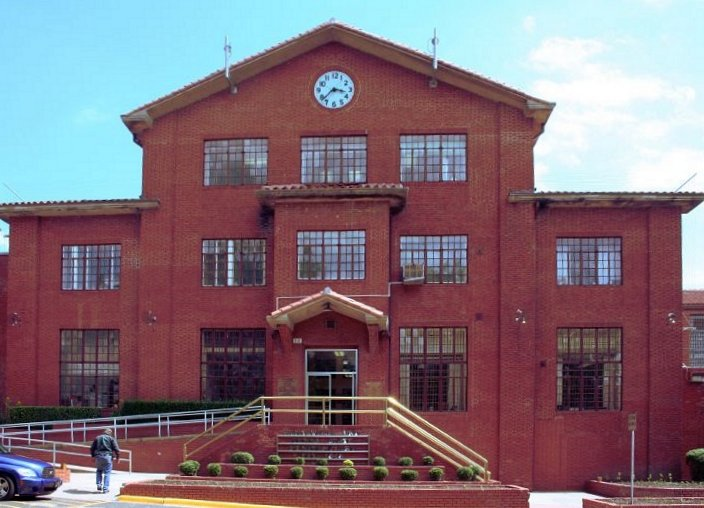
Unidad de Huntsville, donde Garrett fue ejecutado.

Johnny Frank Garrett (24 de diciembre de 1963-11 de febrero de 1992) fue un “supuesto” asesino estadounidense condenado a muerte y ejecutado por el estado de Texas, por el asesinato de una monja.

## Asesinato de la hermana Benz
Garrett fue acusado del asesinato de una monja católica ocurrido el 31 de octubre de 1981, cuando Garret tenía 17 años. Según la fiscalía, esa mañana, Garrett violó, estranguló y mató a la hermana Tadea Benz, de 76 años, en el convento St. Francis. El 9 de noviembre de 1981, Garrett, que vivía al otro lado de la calle del convento, fue arrestado.

## Juicio y ejecución
Garrett fue juzgado y condenado por el crimen. Estuvo recluido en la Unidad Ellis, al norte de Huntsville, Texas, que en ese momento tenía hombres en el corredor de la muerte del estado de Texas. Originalmente estaba programado para ser ejecutado el 6 de enero de 1992, pero después de que el Papa Juan Pablo II pidiera clemencia, la gobernadora de Texas, Ann Richards, le dio un indulto temporal. Después del indulto de Richards, la Junta de Indultos y Libertad Condicional de Texas celebró una audiencia sobre si Garrett debería recibir una conmutación a cadena perpetua, pero la sentencia de muerte se mantuvo por 17 votos contra 1. Fue examinado por la Dra. Dorothy Otnow Lewis, quien determinó que tenía múltiples personalidades como resultado del abuso infantil por parte de su madre, abuela y abuelo. Finalmente, fue ejecutado a los 28 años en la Unidad de Huntsville el 11 de febrero de 1992 mediante inyección letal.
Su último pedido de comida, fue un helado. El sitio web de TDCJ ha declarado desde el 2012 que "este delincuente se negó a hacer una última declaración". Sin embargo, hay últimas palabras de Garrett reportadas desde el momento de la ejecución citadas con frecuencia y reportadas por APBnews como: "Me gustaría agradecer a mi familia por amarme y cuidarme. El resto del mundo puede besarme el trasero". 
El director Jesse Quackenbush, un hombre de Albany, Nueva York que se graduó de la Facultad de Derecho de la Universidad de Houston en 1987 y ese año se mudó a Amarillo, realizó el documental The Last Word que argumenta que Garrett era, de hecho, inocente del crimen. Argumentó que Garrett fue víctima de fiscales demasiado entusiastas y abogados defensores deficientes. Fue adaptado a la película de terror semificticia La última palabra de Johnny Frank Garrett.
En la actualidad, la justicia estadounidense lo sigue reconociendo como un criminal culpable y ejecutado.